# Der Mönch und die Frauen
Der Mönch und die Frauen (Originaltitel: Le moine) ist eine französisch-italienisch-belgisch-westdeutsche Koproduktion, die auf dem Roman Der Mönch von Matthew Gregory Lewis von 1796 basiert.

## Handlung
Ambrosio ist ein leidenschaftlicher Prediger. Er gerät aber in eine Glaubenskrise als sich herausstellt, dass einer der Novizen eine Frau ist. Diese ist offensichtlich mit dem Teufel im Bunde und führt den Mönch in Versuchung.

## Produktion
Die Dreharbeiten fanden unter anderem in Abbaye de Royaumont in Frankreich statt.
Der Film wurde am 2. November 1972 in Italien veröffentlicht, am 28. Juni 1973 in Frankreich, am 25. Juli 1974 in Großbritannien, am 9. September 1974 in Schweden, am 27. September 1974 in Finnland, am 1. November 1974 und am 18. März 1977 in Westdeutschland. Am 25. Oktober 1987 wurde der Film in Japan als Video veröffentlicht.

## Kritik
„Der frühere Filmkritiker Kyrou ließ sich zwar von seinem großen Vorbild Buñuel das Drehbuch schreiben, lieferte aber dennoch nur die effekthascherische und spekulative Adaption eines Schauerromans ab, geprägt von plumpen Blasphemien und unfreiwillig komischen Schauspielerauftritten.“